# 尹晓东
尹晓东（1966年1月—），男，汉族，湖北人，中华人民共和国政治人物。现任中国戏曲学院党委副书记、院长，中国戏剧家协会副主席。第十四届全国政协委员。